# Limbo (linguaggio di programmazione)
Limbo è un linguaggio di programmazione progettato per sistemi distribuiti ed usato nelle applicazioni di Inferno. Venne creato presso i Bell Labs da Sean Dorward, Phil Winterbottom e Rob Pike.
Il compilatore Limbo produce codice oggetto multipiattaforma, che viene interpretato dalla macchina virtuale Dis o compilato prima dell'esecuzione per migliorarne le prestazioni.
L'approccio alla concorrenza è stato ispirato dal Communicating Sequential Processes di C.A.R. Hoare.
Tra le sue funzioni spiccano:
- Modularità
- Concorrenza
- Tipizzazione forte
- Comunicazione tra processi su diversi canali
- Garbage collector automatico

## Esempi

### Hello world
Il seguente esempio di programma stampa il testo "Hello world".
```
implement Command;
 
include "sys.m";
    sys: Sys;
 
include "draw.m";
 
include "sh.m";
 
init(nil: ref Draw->Context, nil: list of string)
{
    sys = load Sys Sys->PATH;
    sys->print("Hello World!\n");
}

```